# آزای مانپوکومارو
آزای مانپوکومارو (به ژاپنی: 浅井 万福丸 あざい まんぷくまる、淺井 萬福丸) (۱۵۷۳ – ۱۵۶۴ میلادی) یکی از اشخاص در دوره آزوچی-مومویاما بود. پسر ارشد آزای ناگاماسا، دایمیوی ولایت اومی بود.
نام مادر وی به درستی مشخص نیست. بر اساس نوبوناگا کوکی قبل از ازدواج اوایچی با ناگاماسا متولد شده است و بنابراین برخی دختر هیرای ساداتاکه را مادر وی می‌دانند که قبل از ازدواج اوایچی از ناگاماسا طلاق گرفت. برخی با توجه به اینکه ازدواج خواهر نوبوناگا، اوایچی با آزای ناگاماسا احتمالاً در سال ۱۵۶۱ انجام شده است، مادر وی را اوایچی می‌دانند. احتمال این نیز می‌رود که وی با یکی از سه دختر اوایچی دوقلو بوده است. در خردسالی به عنوان گروگان به نزد آساکورا یوشیکاگه فرستاده شد.
پس از نابودی خاندان آزای و هاراکیری پدرش، مانپوکومارو در ولایت اچیزن متواری و پنهان شد. به دستور اودا نوبوناگا، سربازان هاشیبا هیده‌یوشی توانستند وی را پیدا کنند و در سن ده سالگی توسط چهارمیل کردن اعدام شد.